# Best Friend
"Best Friend" är en R&B-singel framförd av den då 15 år gamla amerikanska sångerskan Brandy. Låten skrevs av Keith Crouch och Glenn McKinney för sångerskans självbetitlade första studioalbum. Best Friend släpptes som skivans tredje singel i juni 1995 med 11:e placering i Nya Zeeland och en 34:e plats på USA:s singellista Billboard Hot 100. Jämfört med succéföregångarna "I Wanna Be Down" och "Baby" hade låten medelmåttig framgång på listorna världen över, dock klättrade singeln till en 7:e plats på Hot R&B/Hip-Hop Songs chart.  

## Musikvideo
Musikvideon börjar med att visa Brandy som sjunger de första verserna, bilden är då svart-vit och sångerskan bär enkla kläder. Nästa scener visar Brandy med en grupp människor, däribland hennes bror Ray J, som dansar framför minst tre äldre amerikanska bilar, nu i färg. 
Videon domineras av dessa två scener.

## Format och Innehållsförteckningar
CD singel
1. "Best Friend" (Character R&B Mix feat. Channel Live) – 4:25
2. "Best Friend" (Rocapella Beat Box) – 4:20
3. "Best Friend" (Midday Club Mix) – 4:25
4. "Best Friend" (Character Summer Mix) – 4:25
5. "Best Friend" (Character R&B Mix without Rap) – 4:25

Vinyl singel
1. "Best Friend" (K.C. Mix Full) - 6:45
2. "Best Friend" (K.C. Mix Instrumental) - 6:45
3. "Best Friend" (K.C. Mix Acapella) - 6:15

## Listor
| Lista (1995)                          | Topposition |
| ------------------------------------- | ----------- |
| Nya Zeelands RIANZ singellista        | 11          |
| Amerikanska Billboard Hot 100         | 34          |
| Amerikanska Billboard Hot R&B Singles | 7           |